# Nogentel
Nogentel är en kommun i departementet Aisne i regionen Hauts-de-France i norra Frankrike. Kommunen ligger  i kantonen Château-Thierry som ligger i arrondissementet Château-Thierry. År 2022 hade Nogentel 1 106 invånare.

## Befolkningsutveckling
Antalet invånare i kommunen Nogentel
Referens: INSEE